# Хлисти
Хлисти (ру. Хлысты) су били хришћанска секта која се појавила у Русији у 17. веку.
Традиционално се каже да је секту основао Данило Филипович 1645. године, иако не постоје писани докази који би поткрепили ову тврдњу. Веровања и обичаји чланова укључивали су екстатичне ритуале, обожавање харизматичних вођа и одбацивање свештенства и светих књига. Веровали су у директну комуникацију са Светим Духом и практиковали ритуал radenie („радовање“), које је било садржало елементе плеса, гласолалије (говор у језицима којима особа иначе не говори) и прорицања.
Хлисти су били прогањани и оптуживани за сексуални неморал и били су суочени са прогоном других верских група и владе. У 18. веку промене доктрине су довеле до раскола, а до 1970-их остало је само неколико изолованих група. Хлисти су имали значајан утицај на друге руске секташке покрете, као што су Скопци, Духобори и Молокани.

## Име
Чланови секте су себе називали разним именима, укључујући „Божји људи“ (лиуди бозх'и ), „следбеници Христове вере“ (Кхристововери), или једноставно „Христови“ (Кристи). „Хлисти“ је погрдни израз који користе критичари секте. Порекло термина је спорно. Вероватно се ради о квару претходно поменутог самоименовања Кристија од стране групе, али може да алудира и на праксу секте ритуалног самобичевања; руска реч кхлист значи бич или танак штап.
Такође је могуће да је реч повезана са грчком речју khiliaste (што значи хилијаст или " миленијалист ").

## Порекло
Према сопственом усменом предању, секту је 1645. године основао Данило Филипов (или Даниил Филипович), костромски сељак и одбегли војник. Он је наводно постао „живи бог“ након што се Господ над војскама спустио у њега на брду Городино, Владимирска област. Својим ученицима је предао дванаест заповести које су забрањивале (између осталог) полни однос, пиће и псовке. Касније је за свог наследника именовао Ивана Суслова, сељака из Мурома. Суслов, којег је Филиппов преобразио у „новог Христа“, стекао је следбенике дванаест апостола, заједно са женом која је добила титулу „Богородице“. Предање каже да су руске власти два пута разапеле Суслова, али да је сваки пут устао из мртвих.
Не постоје писани докази који би подржали ову причу, или потврдили постојање Филипова. Прве историјске референце о Хлистима налазе се у списима старовераца, хришћанске заједнице која се одупирала реформама Руске државне цркве из 17. века. Староверци су осудили Хлисте као јеретике, а упозорења о њима могу се наћи у писмима из око 1670-их. Православна црква је такође напала хлисте; Против њих је писао Димитрије Ростовски у Истраживању расколничке вере (око 1709).
Суслов је умро око 1716. године, када је Прокофиј Лупкин постао нови „Христос“. Усмено предање тврди да је Лупкин био син Филипова, али је мало вероватно да је то тачно.
Лупкин је био трговац и користио је своја честа путовања у места као што су Углич и Венев да организује тајне скупове за своје следбенике. Подстицао је своје следбенике на богослужење на начин старовераца, на пример да се крсте са два прста уместо са три, али их је и упућивао да присуствују Државној цркви и причешћују се. Многи Хлисти, укључујући Лупкинову жену и сина, чак су примили монашки постриг. Лупкин је такође дао велике донације Цркви, што је помогло да се секта заштити од прогона.

## Веровања и обичаји
Хлисти су одбацивали свештенство, свете књиге и поштовања светих (осим Богородице). Веровали су у могућност непосредне комуникације са Духом Светим и његовог оваплоћења у живим људима. Сваки од њихових вођа је био „живи бог“, а свака скупштина (или „ковчег“) имала је свог „Христа“ и „Мајку Божију“, које је именовао општи вођа секте. Штавише, веровали су да се Свети Дух може спустити у било којег верника током стања екстазе које су достигли током ритуала радение („радовања“).
Овај ритуал, који је био у фокусу њиховог обожавања, одвијао се на свете празнике. Скупштина би се окупљала током вечери на унапред договореном месту, као што је кућа члана. Скинули би горњу одећу и ушли у свети простор обучени само у поткошуљу. После периода певања или рецитовања Исусове молитве („Господе Исусе Христе, Сине Божији, помилуј ме грешног“), неки од верника би осетили да Дух Свети долази на њих, и почели би дивље да играју, пророкујући неразумљивим језиком. То би трајало пола сата или више, све док плесачи не би колабирали од исцрпљености. Коначно, делили би оброк од орашастих плодова, хлеба, пецива и кваса.
Хлисти су практиковали екстреман аскетизам, да би се припремили за пријем Светог Духа у своја тела. Уздржавали су се од алкохола, а често су постили данима или недељама. Иако је брак био дозвољен из практичних разлога, „јер је помоћ жене била неопходна за сељака“, био је грех упуштати се у полни однос, чак и са сопственом женом. Са овим умртвљивањем тела била је повезана пракса самобичевања која је често пратила обред раденије.
Раџински каже да су вртложни плес називали "духовним пивом", због његовог опојног дејства. Он извештава да су верници падали на под, пошто је плес трајао неко време. Раџински тврди да би се у неким групама Хлисти у овом тренутку упуштали у „групно грешење“ – помамну сексуалну оргију, за коју су веровали да ће их очистити од телесних пожуда. Најважнија идеја Хлиста била је идеја да се спасење може постићи само потпуним покајањем.
Други научници су одбацивали тврдње о непримереним сексуалним активностима секте као гласине.
Историчар Џозеф Т. Фурман тврди да су „отцепљене групе практиковале 'свети однос', али већина хлистиа су били побожни пентекосталисти који су осуђивали такво понашање.

## Прогон
Оптужбе за сексуални неморал пратиле су секту од најранијих дана и секта је била предмет бројних истрага државних органа.
Године 1717, Лупкин и двадесет других припадника секте су ухапшени у Угличу. Држали су их пет месеци, а за то време су испитивани и тучени. Док су неки од његових следбеника остали у притвору, Лупкин је успео да испреговара ослобађање, уз помоћ мита од 300 рубаља. Упркос званичном покајању, наставио је да води покрет до своје смрти 1732. године.
Од 1733. до 1739. године, посебно формирана владина комисија ухапсила је стотине осумњичених верника, оптужујући их за учешће у сексуалним оргијама и ритуално убиство деце. Ове оптужбе су више пута одбачене, али је комисија ипак осудила преко три стотине људи. Изречили су казне на принудни рад, батињање и сакаћење ноздрва и језика, а многе затворенике су послали у прогонство у Сибир или Оренбург.
Међутим, Хлисти су били непоколебљиви и наставили су да практију своје ритуале. Неки од оних који су послати у изгнанство почели су да шире покрет по Сибиру. Током 1745. је формирана нова комисија, овога пута користећи „далеко суровије методе испитивања“. Комисија је добила лажна признања о сексуалној девијацији и канибалиму у заједници. Још 200 људи је послато у егзил, такође није до искорењивања покрета.

## Каснија историја
Око 1750. године унутар секте су се десиле неке доктринарне промене, које су постале познате као Постники („постници“). Вође секте су сада виђене као „персонификације Христа“, а не само као домаћини његовом духу. Више се није сматрало могућим да обични чланови приме Светог Духа током раденије, иако је ритуал и даље имао централно место у активностима секте.
Године 1840. од Постника се отцепила нова отцепљена секта. Називајући себе Израелцима, они су се убрзо потом поново поделили на Стари Израел и Нови Израел . Веровања ове потоње групе знатно су одступила од традиционалних учења хлиста, а секта и данас постоји у Уругвају.
Ови расколи су ослабили покрет ињихов број је почео да опада. До почетка двадесетог века, процене о броју Хлистија су се кретале на око сто хиљада. Пре избијања Првог светског рата, извештавало се да је у Русији било око 20.000 Нових Израелаца, 15.000 Старих Израелаца и 3.000 Постника. До 1970-их преостало је само „неколико изолованих група“.

## Утицај
За Хлисти се каже да су били „корен свог руског секташтва“, изнедривши секте као што су Скопци, Духобори и Молокани.

### Веза са Распућином
Григорија Распућина је два пута (1903. и 1907. године) био мета истраживања Тоболске теолошке конзисторије, под оптужбом да је ширио хлистичку доктрину. Обе истраге су затворене без икаквих доказа против њега, али је популарна гласина наставила да повезује Распућина са сектом.
Поједини аутори су тврдили да је Распућин „усвојио филозофију (ако није био засигурно члан)“ секте.
У делу Човек иза мита, чији је коаутор Распутинова ћерка Марија, тврди се да је Распућин присуствовао неколико окупљања Хлиста у годинама пре свог доласка у Санкт Петерсберг, али се наводи да је на крају постао разочаран сектом. Чињенично тачност ове књиге доведена је у питање, а према Брајану Мојнахану, Маријина прича је једини доказ да је Распућин имао икакве хлисте везе. Консензус савремених историчара јесте да Распућин никада није био члан ове секте.